# Ladislav Vycpálek

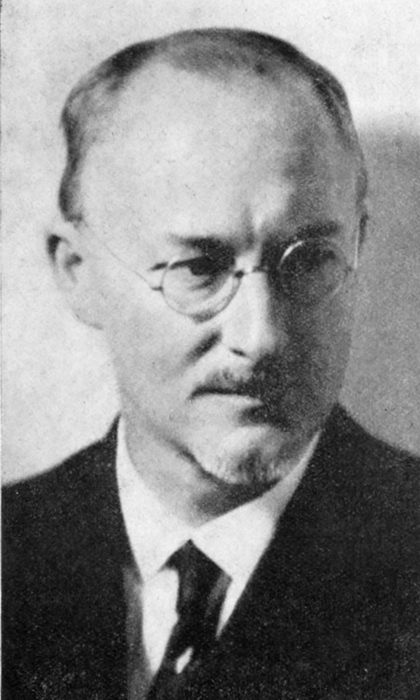
Ladislav Vycpálek
(vor 1931)

Ladislav Vycpálek (* 23. Februar 1882 in Vršovice; † 9. Januar 1969 in Prag) war ein tschechischer Komponist.
Vycpálek studierte an der Universität Prag Philologie und war von 1908 bis 1912 Kompositionsschüler von Vítězslav Novák. Ab 1907 arbeitete er in der Universitätsbibliothek (später Nationalbibliothek) in Prag.
1922 gründete er deren Musikabteilung, die er bis zu seiner Pensionierung 1942 leitete. Als Komponist trat er vor allem mit Vokalmusik (Kantaten, ein Requiem, Chorwerke und Lieder) hervor, außerdem  komponierte er zwei Variationsfantasien für Orchester und Kammermusik.

## Werke
- Dívka z Lochroyanu, 1907
- Tichá usmíření, 1908–09
- Světla v temnotách, 1910
- Tři smíšené sbory, 1911–12
- Z Moravy, 1910–14
- Moravské balady, 1915
- Vojnu, 1915
- Kantáta o posledních věcech člověka (Kantate über die letzten Dinge des Menschen), 1920–22
- Chvála houslí (Lob der Geige), Sonate in D für Violine, Klavier und Mezzosopran, 1927–28
- Duo für Violine und Viola, 1929
- Suite für Solo-Viola, 1929
- Suite für Solo-Violine, 1930
- Blahoslavený člověk, 1933
- České requiem, 1940